# Гессен Юлій Ісидорович
Юлій Ісидорович Гессен (нар. 8 (20) березня 1871, Одеса — 22 серпня 1939, Ленінград) — російський історик, архівіст та громадський діяч.

## Біографія
Ю. І. Гессен народився у родині підприємця І.Гессена, який очолював Дністровську лінію Російського товариства пароплавства й торгівлі. Закінчив місцеве комерційне училище, але підприємцем так і не став. Працював у приватних фірмах. З 1895 співробітничав з газетою «Одесские новости». У 1896 переїхав до Санкт-Петербурга, де став банківським службовцем.
Діяльність Ю. І. Гессена була спрямована на відстоювання національних прав російського єврейства, реформування діяльності єврейської громади, її активної участі у загальноросійському політичному русі. Він був членом «Общества распространения просвещения среди евреев» (1898), «Еврейского историко-этнографического общества» (1908).
Публічно відкидав звинувачень євреїв у ритуальних вбивствах. Один із засновників «Союза для достижения полноправия евреев в России» (1906), «Общества для научных еврейских изданий» (1907). Був активним членом комісій по виборам єврейських депутатів до Державної думи Російської імперії.
Після 1917 Ю. І. Гессен працював у Головному архівному управлінні, активно співпрацював із журналом «Еврейская летопись». Від 1921 учасник Вченої комісії з дослідження історії праці в Росії. З 1936 працював редактором архівного відділу Управління НКВС по Ленінградській області.
Напередодні своєї смерті у 1939 Ю. І. Гессен здобув ступінь доктора історичних наук.

## Наукова діяльність
Основна частина праць Ю. І. Гессена присвячені вивченню історії побуту та становища євреїв у Російській імперії, зокрема і в Наддніпрянській Україні. Він також вивчав історію праці в Росії, історію хасидизму, участь євреїв у масонських організаціях та інше. Всього Ю. І. Гессену належить близько двохсот наукових публікацій з історії євреїв Росії.
Історичні дослідження Ю. І. Гессена відзначаються не тільки глибоким дослідженням общинного єврейського життя, але і висвітленням головних напрямків урядової політики Росії, специфіки єврейської проблеми в Росії.
Ю. І. Гессен був членом редколегій часопису «Еврейская старина» та видання. «Еврейская энциклопедия» (СПб., 1908-13, т. 1-16). Редагував серії брошур «Из истории и жизни евреев». За його редакцією виходили видання «Архив истории труда в России» та «Русское прошлое». Редактор «Вестника АН СССР» (1930–1935).
Неопубліковані рукописи праць та мемуари Гессена були втрачені під час блокади Ленінграда.

## Твори
- О. А. Рабинович. СПб., 1898;
- К истории цензуры еврейских книг в России. В кн.: Научно-литературный сборник «Будущность», т. 2. СПб., 1901;
- К истории религиозной борьбы среди русских евреев в конце XVIII и в начале XIX вв. «Книжки „Восхода“», 1902, № 1;
- Евреи в масонстве. СПб., 1903;
- Из истории ритуальных процессов: Велижская драма. СПб., 1905;
- Евреи в России: Очерки общественной, правовой и экономической жизни русских евреев. СПб., 1906;
- О жизни евреев в России: Записка в Государственную думу. СПб., 1906;
- Факты и мысли: Еврейский вопрос в России. СПб., 1907
- [у співавт. з графом І.Толстим]; Граф Игнатьев и временные правила 1882 г. «Право», 1908, № 30-31;
- Гетто в России. «Еврейский мир», 1910, № 11, 13;
- Пленные в России с древнейших времен. Пг., 1918;
- История еврейского народа в России, т. 1-2. Л., 1925-27; М.-Иерусалим, 1993;
- История горнорабочих СССР, т. 1-2. М., 1926-29.